# Dysauxes hyalina
Dysauxes hyalina là một loài bướm đêm thuộc phân họ Arctiinae, họ Erebidae.